# Puerto Villamil
Puerto Villamil és una vila i port situada a la costa sud-est de l'Illa Isabela, a les Illes Galàpagos, Equador. De les 2.200 persones que viuen a Isabela, la majoria resideix a Puerto Villamil. La vila la fundà l'any 1897 Antonio Gil.
Tradicionalment els residents de Puerto Villamil s'han guanyat la vida a través de l'agricultura o la pesca. El govern ha pres mesures per diversificar les activitats més enllà de la pesca, com per exemple promovent-hi el turisme.
A l'oest de Puerto Villamil hi ha les ruïnes d'una colònia penal que funcionà fins al 1959 i el Muro de las Lágrimas construït per presoners.

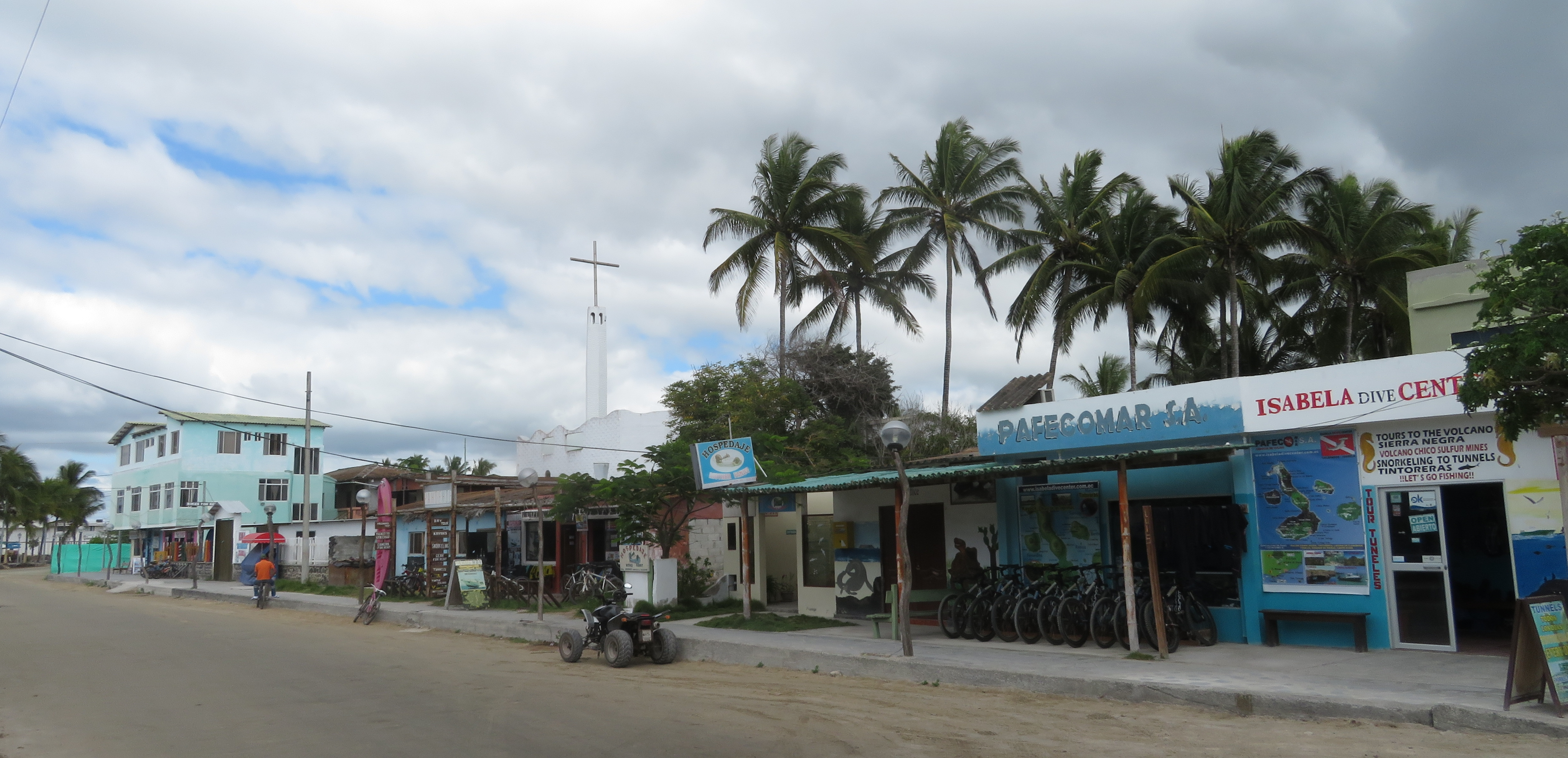
Carrer principal
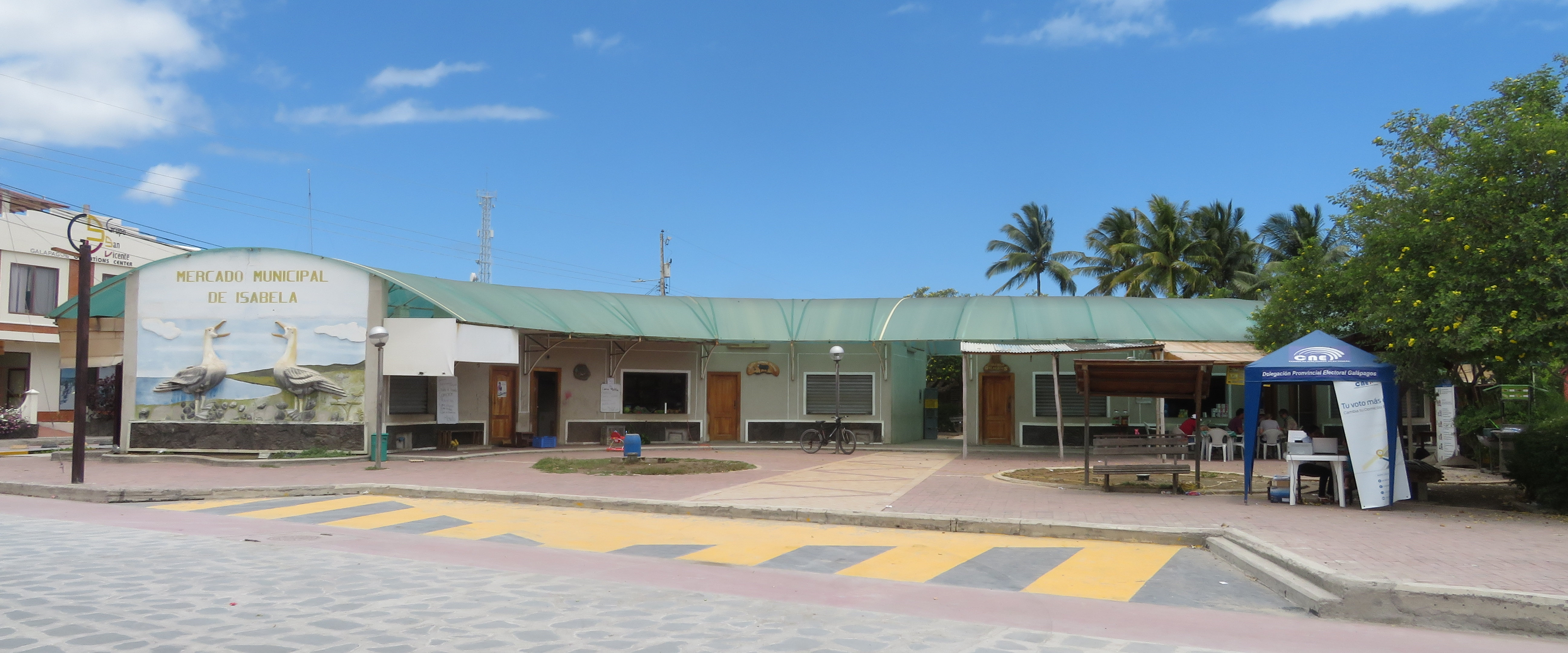
Mercat municipal
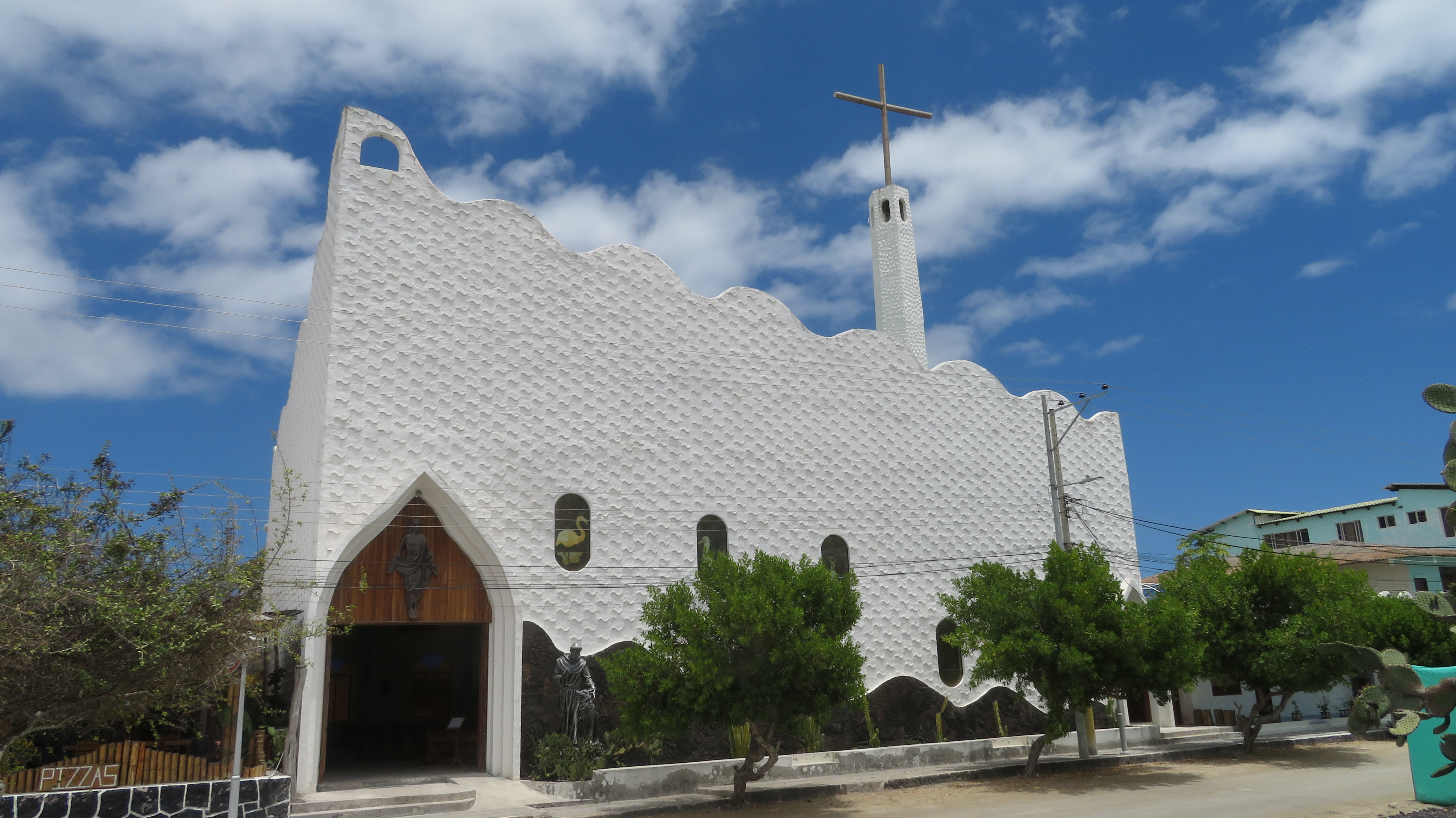
Església del Crist Salvador
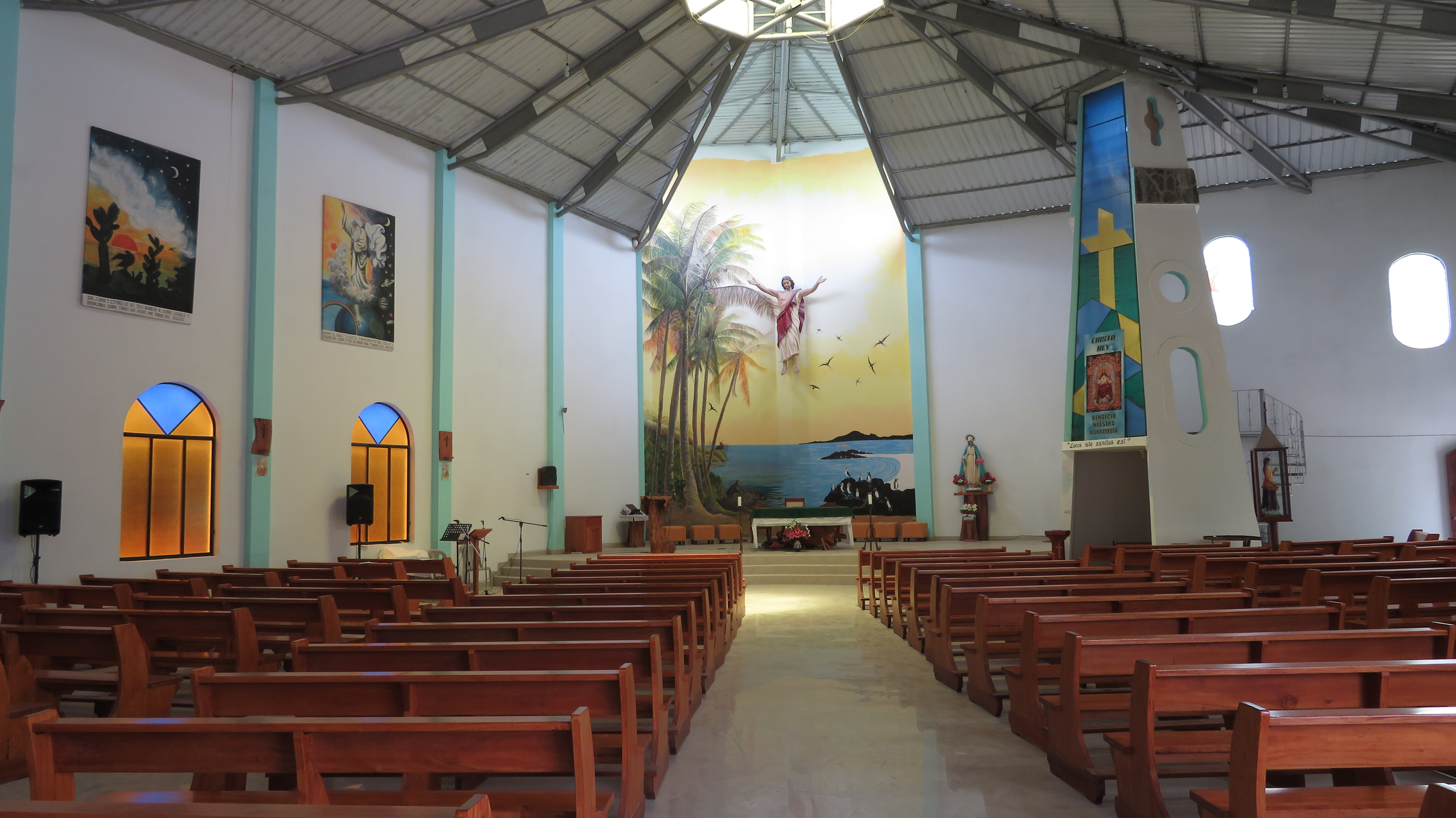
Església del Crist Salvador
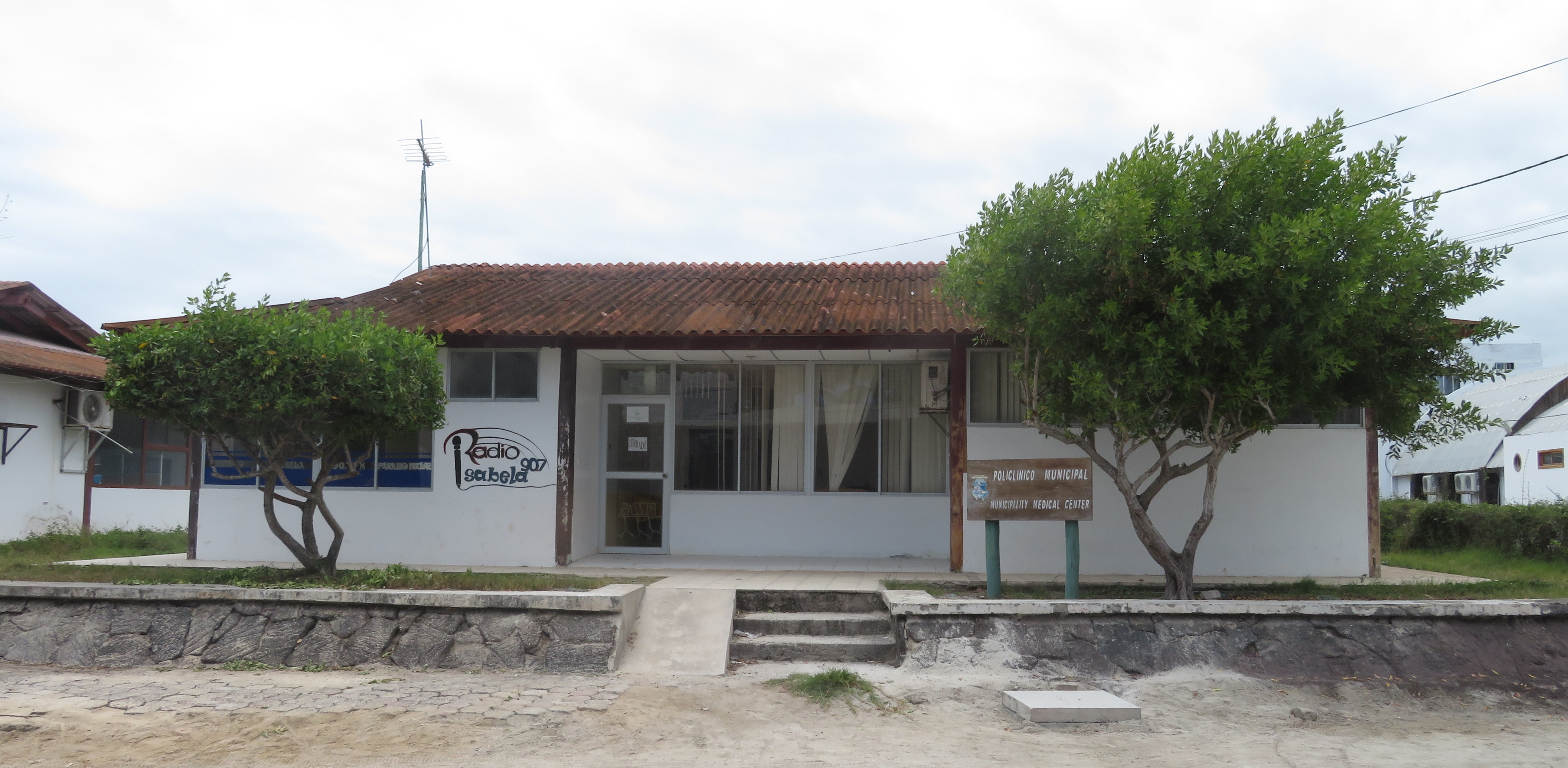
Centre de salut
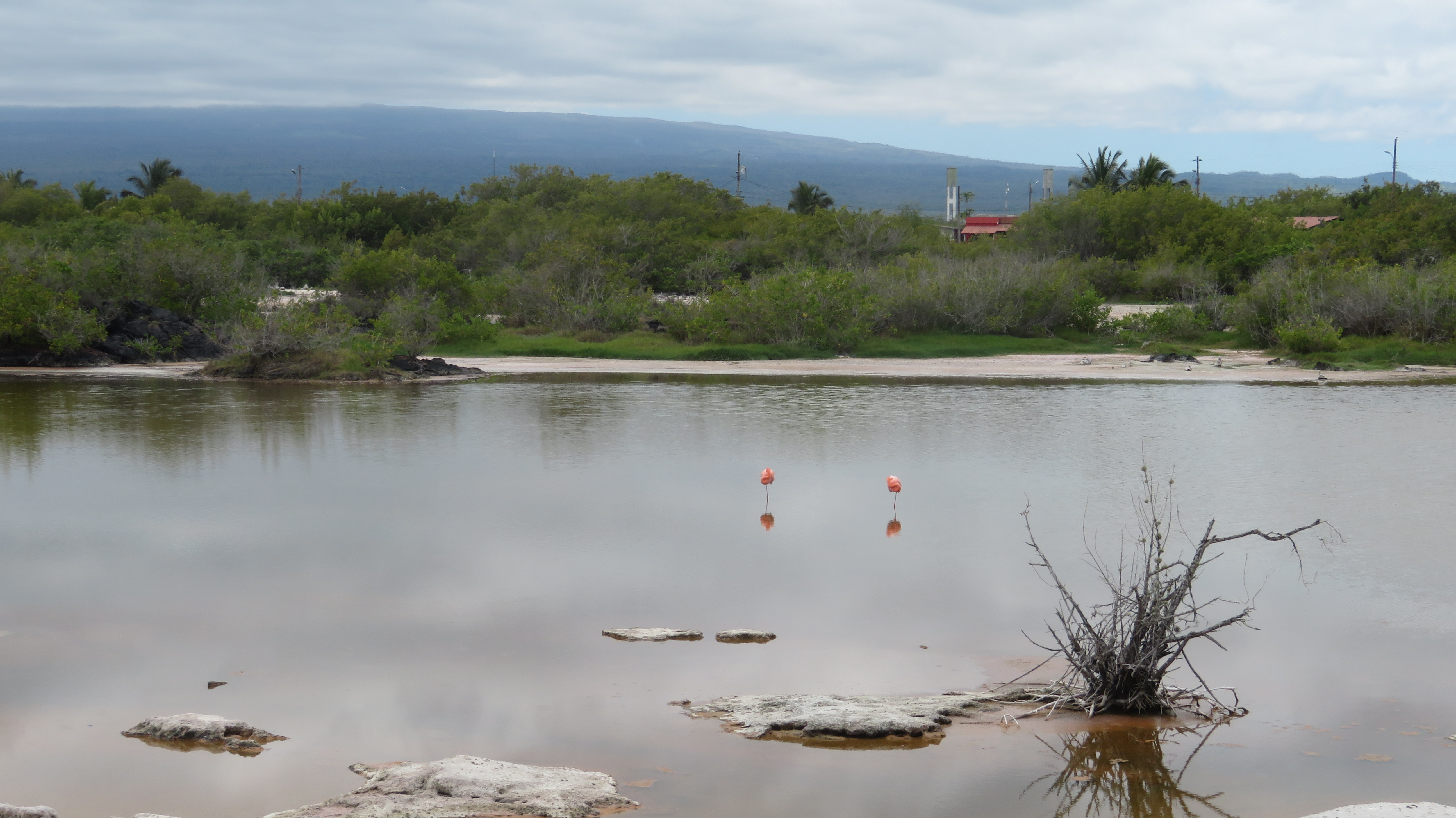
Bassa dels flamencs